# جولنیر
جولنیر (به لاتین: Jólnir) یک دریاکوه و جزیره در ایسلند است که در جزایر وستمن واقع شده‌است.